# Allard Cornelis Pierson
Allard Cornelis Pierson (Alkmaar, 20 augustus 1801 - Den Haag, 30 januari 1870) was een architect die zich specialiseerde in de bouw van gevangenissen. Van 1857-1870 was hij rijksbouwmeester met de titel architect-adviseur gevangenisbouw.

## Leven en werken

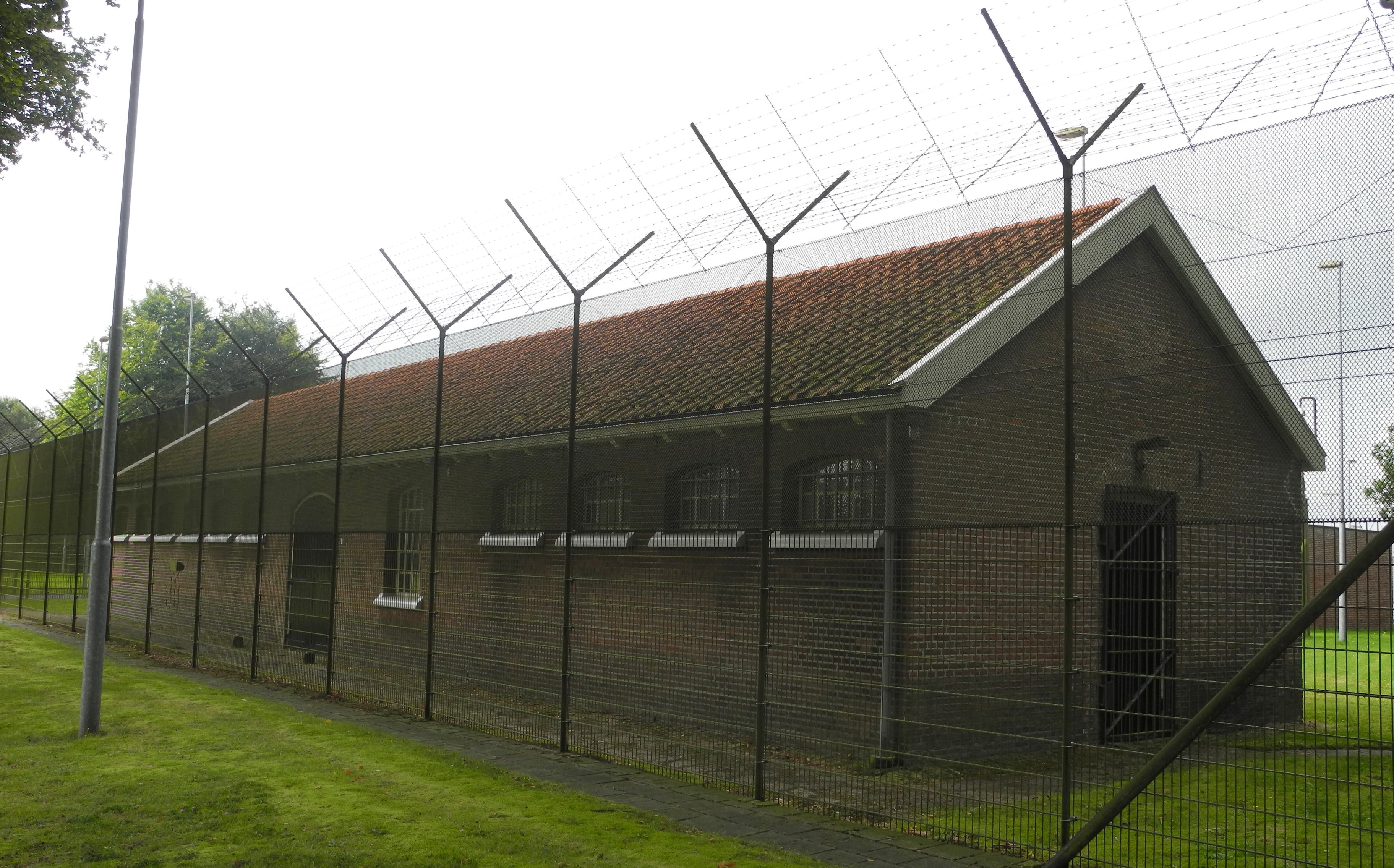
Het cellengebouw De Rode Pannen in Veenhuizen uit 1860 is ook gebouwd naar een ontwerp volgens de principes van A.C. Pierson

Allard Cornelis Pierson werd op 20 augustus 1801 in Alkmaar geboren als zoon van de predikant Allard Pierson (1770-1836) en Johanna Elisabeth Gregorij. Pierson bezocht de Artillerie- en Genieschool in Delft en studeerde in 1820 af als ingenieur. Hij diende twintig jaar bij de Genie in de rang van kapitein-ingenieur en was betrokken bij de bouw van vestingwerken in Charleroi en Maastricht.
Pierson trouwde op 20 augustus 1825 met Carolina Constantia Bunnik met wie hij gedurende hun verblijf in Willemstad (NB) drie kinderen kreeg. Nadat Carolina overleed op 1 januari 1830 hertrouwde Pierson op 31 augustus 1837 met Hendrika Adriana Maria Papet met wie hij zeven kinderen kreeg. Hendrika overleed op 24 april 1859 in Voorburg.
Na zijn tijd bij de Genie werd Pierson van 1840-1856 directeur van het Stadsfabriekambt in Amsterdam. Vanwege een conflict vertrok hij in 1856 bij wat inmiddels de Dienst der Publieke Werken was geworden en vestigde zich als zelfstandig architect. In 1857 werd hij aangesteld als rijksbouwmeester met de titel architect-adviseur gevangenisbouw en ontwikkelde hij zich tot een specialist in de gevangenisbouw. Het Arresthuis in Roermond (bouwjaar 1863) werd door hem ontworpen.
Een van zijn belangrijkste ontwerpen was evenwel de gevangenis aan de Noordsingel in Rotterdam (bouw 1866-1872), waar hij voor het eerst zijn ideeën voor een 'cellulaire gevangenis' (dat wil zeggen met eenzame opsluiting in tegenstelling tot de tot dan toe gebruikelijke opsluiting van meerdere mensen in één ruimte) toepaste. Hoewel hij zelf weinig ontwerpen heeft nagelaten was hij van grote invloed op de gevangenisbouw in Nederland doordat de door hem gemaakte richtlijnen gevolgd moesten worden om budget toegekend te krijgen. Zijn ideeën zijn onder meer toegepast voor de Huizen van Bewaring met Kantongerechten in Bolsward, Boxmeer, Noordwijk en Schagen. Pierson werd als rijksbouwmeester opgevolgd door Johan Frederik Metzelaar.
Pierson was lid van het eerste bestuur van de Maatschappij tot Bevordering der Bouwkunst en vervulde van 1846 tot 1856 de rol van penningmeester.